# Norra byn
Norra byn kallas den del av tätorten Älvsbyn i Älvsbyns kommun och Norrbottens län som ligger öster om Pite älv. Hos Institutet för språk och folkminnen finns också benämningen Norrsidan registrerad.
Norra byn tillhör Älvsbyns tätort åtminstone sedan 1990.
Ett annat namn som använts för området är Nördbyn: På Rikets allmänna kartverks ekonomiska karta från 1946 används det namnet.
Vid Statistiska centralbyråns folkräkning den 1 november 1960 utgjorde Nördbyn en "viss ort, som i fråga om bebyggelse uppfyller betingelserna för att räknas som tätort men där invånarantalet befunnits uppgå till 150 men understiga 200" och hade 199 invånare.

## Administrativa tillhörigheter
Norra byn ligger i Älvsby socken som först tillhörde Piteå landskommun som bildades vid kommunreformen 1862 och sedan Älvsby landskommun från den 1 januari 1874. Den 1 januari 1948 bildades Älvsbyns köping av Älvsbyns municipalsamhälle samt omliggande områden, bland annat Norra byn. Vid kommunreformen 1971 bildades Älvsbyns kommun som Norra byn har tillhört sen dess.